# Chiara Fleischhacker

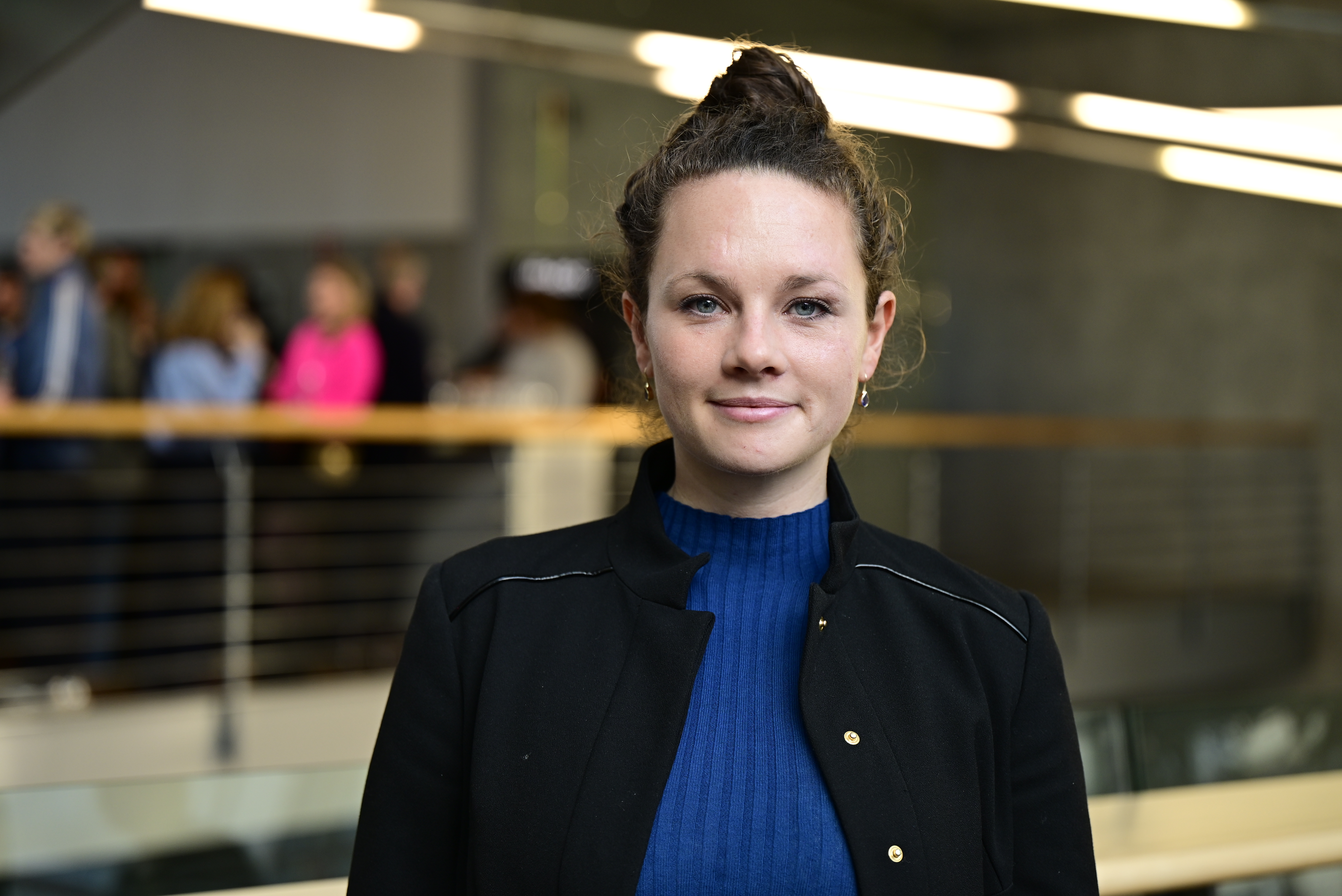
Chiara Fleischhacker (2025)

Chiara Fleischhacker (geb. 1993 in Kassel) ist eine deutsche Regisseurin und Drehbuchautorin. Ihr Spielfilmdebüt ist der 2024 veröffentlichte Diplomfilm Vena.

## Leben
Fleischhacker wuchs in Erfurt auf. Nach dem Abitur studierte sie zunächst Psychologie in Freiburg. Anschließend begann sie 2015 ein Studium der Regie und des Dokumentarfilms an der Filmakademie Baden-Württemberg. Während dieser Zeit besuchte sie auch ein szenisch ausgerichtetes Programm an der Filmhochschule La Fémis in Paris.
Früher war Fleischhacker als Leistungssportlerin aktiv und spezialisierte sich auf den 800-Meter-Lauf. Sie wandte sich jedoch vom Leistungssport ab, da sie das Konkurrenzdenken als ungesund empfand und persönliche Herausforderungen wie Essstörungen erlebte.
Sie ist Mutter einer Tochter, die zeitgleich mit der Idee zu ihrem Film Vena geboren wurde. Derzeit lebt sie in Erfurt.

## Wirken
Während ihres Studiums drehte Fleischhacker mehrere Dokumentarfilme, darunter zwei im Strafvollzug. Die Themen Haft, Strafe und Mutterschaft prägen ihr filmisches Werk.
Der Kurzfilm Was bleibt, bei dem sie Regie führte, wurde von der Deutschen Film- und Medienbewertung mit dem Prädikat „besonders wertvoll“ ausgezeichnet. Er entstand im Rahmen des Weiterbildungsprogramms Atelier Ludwigsburg-Paris an der La Fémis und wurde unter anderem auf Arte und BR Fernsehen gesendet.
Ihr Spielfilmdebüt Vena (2024) erzählt die Geschichte von Jenny, einer drogenabhängigen Frau, die ungeplant schwanger wird und eine Haftstrafe antreten muss. Der Film setzt sich mit Themen wie ungewollter Schwangerschaft, Drogenabhängigkeit und institutioneller Gewalt auseinander.
Für die Recherche zu Vena führte Fleischhacker über hundert Gespräche mit Menschen, die ähnliche Lebensrealitäten wie ihre Protagonistin teilen, darunter Frauen, die während der Haftzeit ein Kind zur Welt gebracht haben, sowie Fachkräfte aus der Suchttherapie.
Fleischhacker setzt sich in ihrem Film für einen wertfreien Blick auf Menschen ein und möchte nach eigenen Angaben die „Komplexität und Schönheit“ von Themen wie Mutterschaft und Geburt realistisch darstellen. Sie kritisiert die stereotypen und mystifizierten Geburtsbilder in Filmen und strebt danach, neue filmische Darstellungen zu schaffen.

## Auszeichnungen
Bereits für das noch nicht verfilmte Drehbuch von Vena erhielt Fleischhacker im Jahr 2022 den Thomas Strittmatter Drehbuchpreis. Mit Vena gewann sie 2024 den First Steps Award in der Kategorie bester abendfüllender Spielfilm. Die Jury lobte ihre Fähigkeit, eine Geschichte ohne Sozialkitsch und unvoreingenommen zu erzählen. Gleichzeitig wurde die Kamerafrau Lisa Jilg im Rahmen der Awards mit dem Michael-Ballhaus-Preis ausgezeichnet.

## Filmografie
- 2018: Was bleibt, Kurzfilm (8 Min): Regie, Prädikat: besonders wertvoll[4]
- 2018: Golden Girl, Kurzfilm (15 Min), Regie und Drehbuch, gezeigt am 14. November 2018 auf dem START International Short Film Festival (Aserbaidschan)[8]
- 2024: Vena, Spielfilm: Regie, Drehbuch und Co-Produzentin[9]